# Albert Leicht

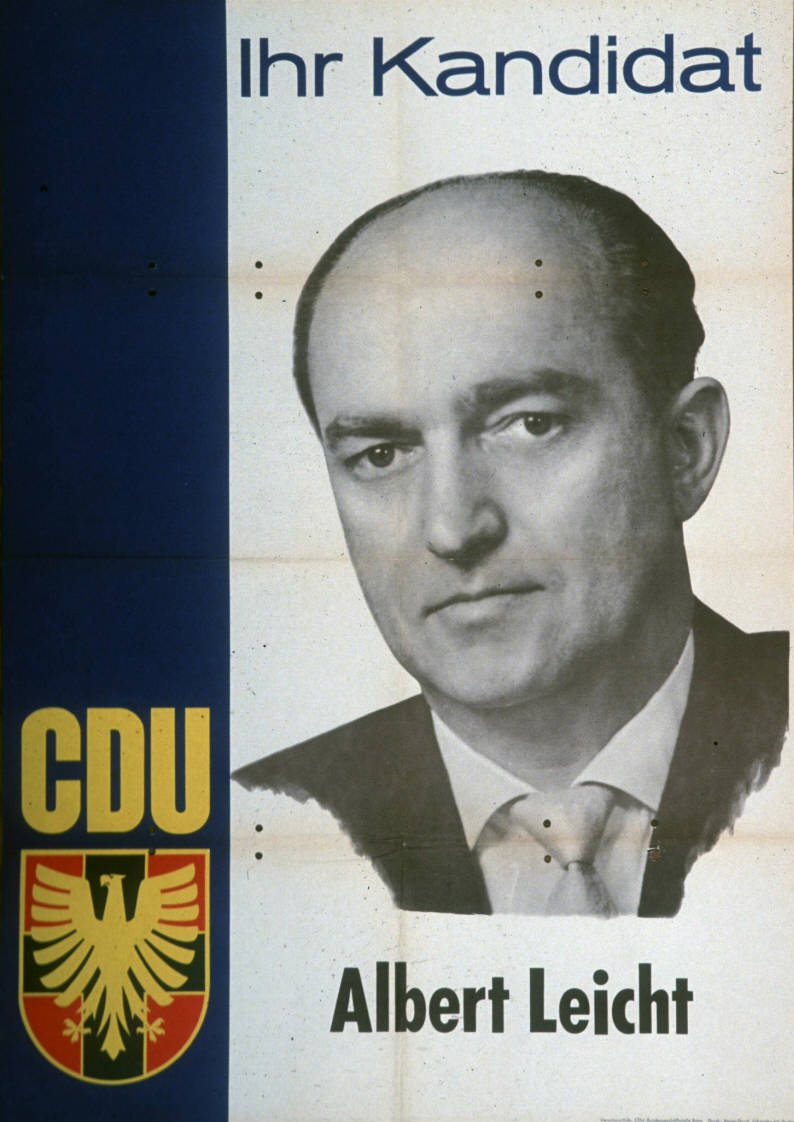
Albert Leicht auf einem Wahlplakat zur Bundestagswahl 1961

Albert Leicht (* 1. März 1922 in Hagenbach, Landkreis Germersheim; † 2. Oktober 1994 in Germersheim) war ein deutscher Politiker (CDU).

## Leben und Beruf
Nach dem Abitur auf dem Humanistischen Gymnasium 1941 wurde Leicht, der römisch-katholischen Glaubens war, zum Kriegsdienst herangezogen. Sein letzter Dienstgrad zum Ende des Zweiten Weltkrieges war Leutnant. Nach Kriegsende nahm er ein Studium der Rechtswissenschaften in Mainz auf. Er legte 1949 das erste und 1953 das zweite Staatsexamen ab. Nach kurzer Tätigkeit in einer Rechtsanwaltskanzlei trat er in den Staatsdienst ein und wurde zunächst Richter am Sozialgericht in Speyer. 1955 wechselte er als Regierungsrat in das Kultusministerium Rheinland-Pfalz und 1957 in gleicher Funktion zum Landkreis Bergzabern.
Von 1977 bis 1983 war Leicht Mitglied des Rechnungshofes der Europäischen Gemeinschaften.
Leicht war Mitglied der katholischen Studentenverbindung Kurpfalz Mainz im KV.

## Partei
Leicht gehörte seit 1946 der CDU an und war viele Jahre Kreisvorsitzender für den Landkreis Germersheim.

## Abgeordneter
Leicht war in den 1950er Jahren Mitglied des Kreistages im Landkreis Germersheim. Er war von 1957 bis zu seiner Mandatsniederlegung am 24. Oktober 1977 Mitglied des Deutschen Bundestages. Er ist stets als direkt gewählter Abgeordneter in den Bundestag eingezogen, zunächst als Abgeordneter des Wahlkreises Speyer und nach der Neuorganisation der Wahlkreise im Jahr 1965 als Abgeordneter des Wahlkreises Landau. Von 1957 bis 1965 war er Vorsitzender des Rechnungsprüfungsausschusses des Bundestages. Von 1969 bis zu seinem Ausscheiden aus dem Parlament war er Vorsitzender des Haushaltsausschusses des Bundestages.

## Öffentliche Ämter
Am 12. April 1967 wurde er als Parlamentarischer Staatssekretär beim Bundesminister der Finanzen in die von Bundeskanzler Kurt Georg Kiesinger geführte Bundesregierung berufen. Nach der Bundestagswahl 1969 schied er am 22. Oktober 1969 aus dem Amt.

## Ehrungen
- 1972: Bundesverdienstkreuz 1. Klasse
- Großes Verdienstkreuz (1975) mit Stern (1977) und Schulterband (1983) der Bundesrepublik Deutschland

## Veröffentlichungen
- Bundeshaushalt und Währungsstabilität, Pesch-Haus-Verlag, 1966.
- Die Haushaltsreform, München 1970.